# Konstancja Turczynowicz
Konstancja Turczynowicz, född 5 mars 1818 i Warszawa, död där 9 november 1880, var en polsk ballerina. Hon har kallats för den främsta ballerinan i den polska baletten under romantikens epok. Hon var engagerad vid nationalteatern mellan 1843 och 1853, och verksam som instruktör fram till 1863. Hon blev den första polska Giselle.